# Bill Durnan
William Ronald Durnan, född 22 januari 1916 i Toronto, Ontario, död 31 oktober 1972, var en kanadensisk professionell ishockeymålvakt.
Innan Bill Durnan kom till NHL spelade han för Sudbury Wolves, Kirkland Lake Blue Devils och Montreal Royals. Under sin första säsong i NHL med Montreal Canadiens, 1943–44, spelade Durnan 50 matcher och hade ett genomsnitt på 2.18 insläppta mål per match. Durnan spelade hela sin NHL-karriär, från 1943 till 1950, i Montreal Canadiens.
Bill Durnan har rekordet som den målvakt i NHL som snabbast nått 100 segrar, vilket han behövde 139 matcher för att uppnå. Den som är bäst i modern tid är Chris Osgood som behövde 159 matcher.

## Meriter
- NHL First All-Star Team – 1944, 1945, 1946, 1947, 1949 och 1950.
- Vezina Trophy – 1944, 1945, 1946, 1947, 1949 och 1950.
- Stanley Cup – 1944, 1946